# Hyperolius nimbae
Hyperolius nimbae (tên tiếng Anh: Mount Nimba reed frog) là một loài ếch thuộc họ Hyperoliidae. Loài này có ở Bờ Biển Ngà, có thể cả Guinea, và có thể cả Liberia. Môi trường sống tự nhiên của chúng là rừng ẩm vùng đất thấp nhiệt đới hoặc cận nhiệt đới, đầm nước, và rừng trước đây suy thoái nghiêm trọng. Chúng hiện đang bị đe dọa vì mất môi trường sống. Năm 2010, loài này được thấy lần đầu kể từ năm 1967.